# مسعد فتحي الزيني
ولد عام 1963 بقرية ميت عنتر بمركز طلخا بمحافظة الدقهلية، داعية مصري يقدم برامج علي قناة الشباب كل جمعة والحافظ الخميس والناس والرحمة. عضو مجلس نقابة أطباء أسنان مصر والمتحدث الرسمي باسم النقابة، نائب مسؤل قسم نشر الدعوة بجماعة الاخوان المسلمين 
- عضو مجلس الشوري العام للأخوان المسلمين، تخرج في كلية طب الأسنان في المنصورة 1986،كان عضوا في اتحاد طلاب الجامعة.
ترشح لعضوية مجلس الشعب المصري عام 1995 لكن الحكومة وقفت من أجل التزوير ضده. تم اعتقاله بتهمة الانتماء لجماعة محظورة ونشر أفكار الشريعة الإسلامية وتجميع أموال لصالح فلسطين في أغسطس 2009 حيث برأته المحاكم المصرية وأصرت الحكومة على اعتقاله.
- الوصلة مسعد فتحي الزيني  على فيسبوك.
- عنوان الوصلة
- عنوان الوصلة

- [http://www.http://www.ikhwanonline.com/Article.asp?ArtID=52860&SecID=0